# لاشينة لاشين
لاشينة لاشين (2 أكتوبر من عام 1967-)، ممثلة إذاعية ومسرحية مصرية، وهي زوجة الفنان المصري محمود عامر وإحدى أبنائها هي المطربة الناشئة (أميرة عامر) التي تكتب وتلحين أغانيها.

## مسيرتها المهنية
بدأت مسيرتها الفنية في منتصف الثمانينيات كممثلة إذاعية ومسرحية، شارطت في مسلسلات وسهرات وأفلام التليفزيون. من مسلسلاتها (عائلة الاستاذ شلش) 1985 و (كاريوكا) 2012 ومن مسرحياتها (زيارة خاصة جداً) 1989 و (أراجوز للبيع) 1996. يمكن رؤيتها في دور نجوى في مسلسل (امرأة من زمن الحب) 1998.

## الأعمال

### أفلام
| - آخر راجل في العالم:2025 - تسليم أهالي:2022-زميلة بثينه - فضل ونعمة:2022 - 200 جنيه:2021-فاطمة الطباخة - المحكمة:2021 | - عروستي:2021-والدة صلاح - قسطي بيوجعني:2018-صابرة - ممنوع الاقتراب أو التصوير:2017 - صابر جوجل:2016-ام العروسة المزيفة | - ريش الطاووس:2008 - السيد كاف:1994-الفتاه سوزى إبنة عنايات - ابتسامة في نهر الدموع:1988 - الأب الشرعي:1988-شيرين |

### مسلسلات
| - أهل الخطايا:2025 - فهد البطل:2025 - محارب:2024-صابرين - تياترو:2023 - حكايات جروب الدفعة:2023-والدة رامي - زينهم:2023-صباح - ستهم:2023 - انحراف:2022-إحسان - بأثر رجعي:2022-ليلة - ريڤو:2022-عمة مريم - سوشيال:2022 - وسط البلد:2022-تحية - وش وضهر:2022-أم ضحى - إلا أنا ج2:2021-سحر أم ليلى (حكاية بالورقة والقلم) - الاختيار 2: رجال الظل:2021 - الطاووس:2021-والدة فريدة - بين السما والأرض:2021-والدة جلال - زي القمر ج2:2021-(حكاية بينا اتفاق) - هجمة مرتدة:2021 - ورا كل باب:2021-سهير | - وكل ما نفترق:2021-فاطمة - يونس والحوت:2021 - إسود فاتح:2020-المربية - الحيطة:2020-فادية - الفتوة:2020 - النهاية:2020 - حكايات بنات ج5:2020-ليلى والدة مروان - ابن أصول:2019-ضيف شرف - الآنسة فرح ج1:2019 - أنا شيري دوت كوم:2019-شهيرة - أهو ده اللي صار:2019-بمبة - حواديت الشانزليزيه:2019 - عذراء:2019-ضيف شرف - اختفاء:2018-إلهام - صدق رسول الله (الإمام البخاري):2018 - طلعت روحي:2018-والدة ماجي - عوالم خفية:2018-والدة صابرين - ضيفة شرف - 30 يوم:2017 - أبو العروسة:2017 | - الحلال:2017 - عفاريت عدلي علام:2017 - كفر دلهاب:2017-أم نصر - هذا المساء:2017 - سقوط حر:2016 - شطرنج ج3:2016 - يونس ولد فضة:2016-زوجة فايز - قصص النساء في القرآن:2013-جارة امرأة نوح / خادمة امراة فرعون / صديقة زليخا / أصيلة / خادمة السيدة سارة - كاريوكا:2012-زوجة مرسي النيداني - سلطة بلدي:2010-بذنجانة - نعم مازلت آنسة:2010 - الفاضي يعمل إيه:2008 - مدرسة الكتاكيت:2006-أم كتكوت - دوائر الشك:2005 - المغامرون الخمسة وآلة الزمن في المستقبل:2004-لوزة - تعالوا نكتب قصة:2004 - المرأة في الإسلام:2003 - المغامرون الخمسة و آلة الزمن:2003 - بقى ده اسمه كلام:2002 | - لعبة كل يوم:1999 - الإمام ابن حزم:1998-رقية - امرأة من زمن الحب:1998-نجوى - سعيكم مشكور:1998 - القضاء في الإسلام ج7:1997 - زواج بدون إزعاج:1997-إنجي - عصر الأئمة:1997-نوران - اثنين .. اثنين:1995 - الشباب يعود يوما:1995 - القضاء في الإسلام ج5:1994 - كلام رجالة:1993 - البريمو:1991 - السبنسة:1990-هدية - راوي والجوهرة:1990 - عائلة الأستاذ شلش:1990-دعاء - أنا وانت وبابا في المشمش:1989-نوال السكرتيره - رقيب لا ينام:1988-ذكيه - [[خيال الظل (مسلسل)\|خيال الظل - [[شروق بلا غروب (مسلسل)\|شروق بلا غروب |

### مسرحيات
- ارجوز للبيع:1996-الاراجوزة
- تتجوزينى يا عسل:1993-الفلبينية
- سيارة الهانم:1992
- سباك الساعة 12:1991
- زيارة خاصة جدا:1989

### مسلسل إذاعي
| - أربعة في مهمة أذاعية:2017 - خيوط الشمس:2017 - بحلم بيه:2016 - سر أناليا:2016-نفتيس - المستخبي:2014-منى عسلية | - العمى:2012-كاتيا - قلقان في مصر:2011 - قصة حبي:2010 - مبروك جالك ورث:1986-سكينه | - 25787120 إذاعة:1961 - [[الحادثة (مسلسل إذاعي)\|الحادثة - [[سور الأزبكية (مسلسل إذاعي)\|سور الأزبكية - [[كوكب سعيد (مسلسل إذاعي)\|كوكب سعيد |

### أخرى
- رسوم متحركة: هذا هو الإسلام:2019
- سهرة تليفزيونية: بصمة في الظلام:2001-الاخت
- سهرة تليفزيونية: حلال المشاكل:1994
- سهرة تليفزيونية: لقاء الحب:1994
- سهرة تليفزيونية: الفارس:1990
- سهرة تليفزيونية: [[صاحب المِلك  (سهرة تليفزيونية)|صاحب المِلك
- برنامج: [[من الحياة  (برنامج)|من الحياة

## روابط خارجية
- لاشينة لاشين علي قاعدة بيانات الأفلام العربية